# Sphaerosepalaceae
Sphaerosepalaceae — родина квіткових рослин, що включає 14 видів дерев і кущів у двох родах — Dialyceras і Rhopalocarpus, усі з яких є ендеміками Мадагаскару. Родина раніше була визнана як Rhopalocarpaceae.